# Rhododendron du Canada
Rhododendron canadense
Espèce
Classification APG III (2009)
Le Rhododendron du Canada (Rhododendron canadense) est une espèce de plantes à fleurs de la famille des Ericaceae. Elle est originaire d'Amérique du Nord.

## Dénomination
La plante est aussi connue en français sous les noms de « rhodora » et de «azalée» ou « rhodora du Canada ».
Synonymes:
- Rhodora canadensis L.
- Azalea canadensis (L.) Kuntze

## Description

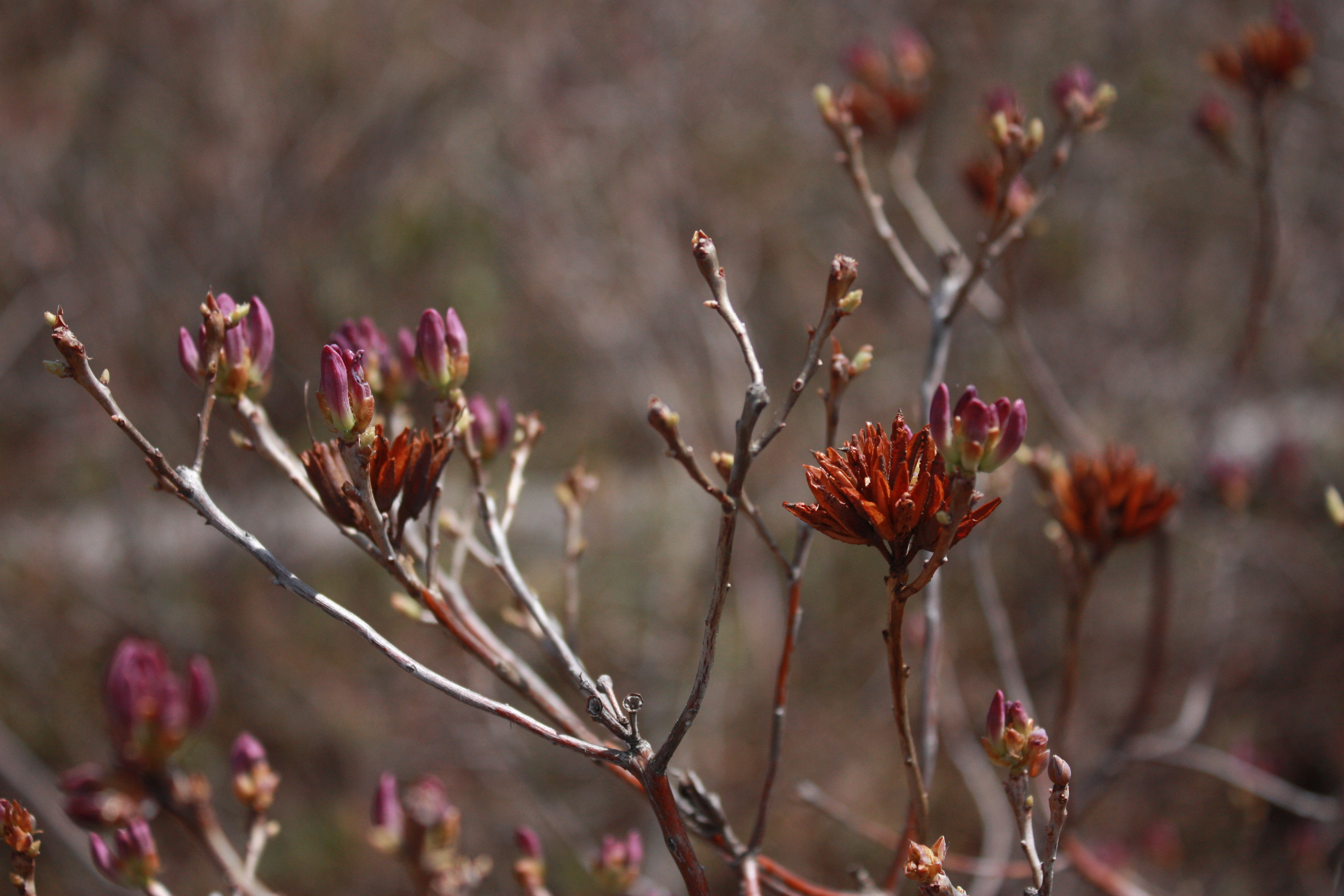
Boutons floraux et vieux fruits secs de Rhododendron canadense.

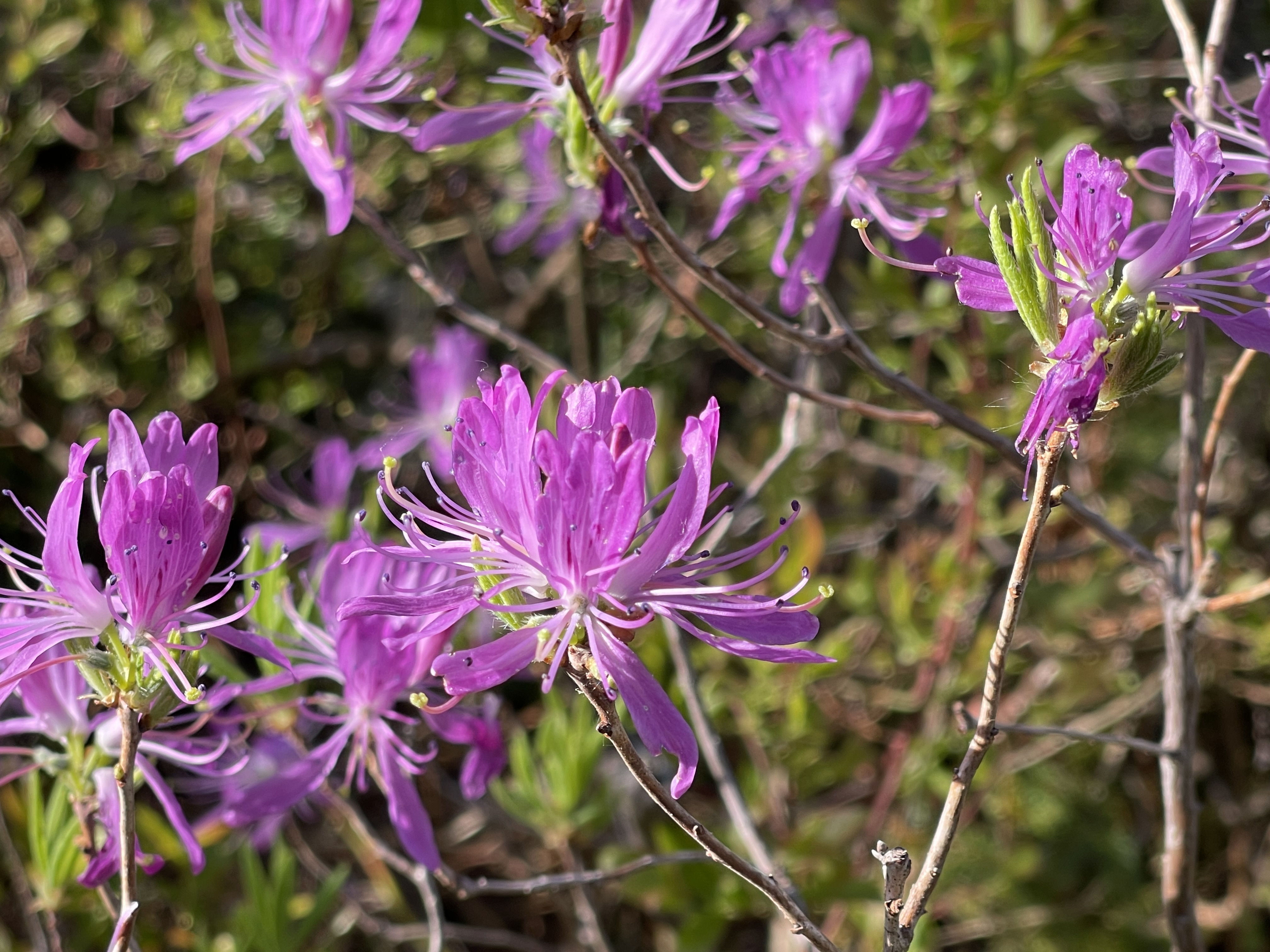
Rhododendron canadense (Linné) Torrey. Tourbière du Lac-à-la-Tortue, Québec, Canada

Le Rhododendron du Canada est un arbuste de forme ronde atteignant 1m de hauteur. Au printemps, les fleurs rose pourpré apparaissent avant les feuilles, côtoyant les capsules desséchées brun roux de l'année précédente.
Contrairement à bien des Éricacées, les fleurs de R. canadense sont zygomorphes, c'est-à-dire qu'elles présentent un symétrie bilatérale. La corolle rose est divisée en trois segments. Celui de la partie supérieure de la fleur est dressé et se termine en trois lobes, tandis que les deux autres  pointent vers le sol. Les étamines, au nombre de 10, sont composées d'un long filet et d'une anthère jaune très courte.
Les feuilles sont alternes et dressées. La nervure principale est couverte de poils roux sur les deux faces. Le dessous des feuilles est recouvert de courts poils blancs.

## Répartition et habitat
Le Rhododendron du Canada s'étend du Labrador à l'est de l'Ontario, et descend aux États-Unis en Nouvelle-Angleterre à New York et au New Jersey. On le retrouve aussi en altitude dans les Appalaches de Pennsylvanie.
Il croît dans les sols acides. Il est fréquent dans les tourbières ombrotrophes (bogs), où il s'établit préférentiellement dans les microhabitats secs, mais on le retrouve aussi dans en sol minéral acide.